# Eremobina claudens
Eremobina claudens är en fjärilsart som beskrevs av Walker 1857. Eremobina claudens ingår i släktet Eremobina och familjen nattflyn. Inga underarter finns listade i Catalogue of Life.